# فنلاند در المپیک تابستانی ۱۹۵۲

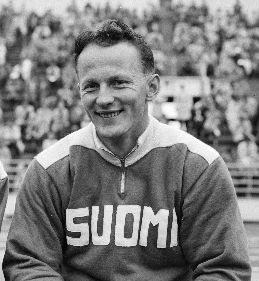
«توایوو هایتینن» ورزشکار تیم ملی فنلاند در المپیک تابستانی ۱۹۵۲

فنلاند در بازی‌های المپیک تابستانی ۱۹۵۲ که در شهر هلسینکی فنلاند برگزار شد، کاروان فنلاند با ۲۵۸ ورزشکار در این رقابت‌ها شرکت کرد و موفق به کسب ۲۲ مدال (۶ طلا، ۳ نقره، ۱۳ برنز) شد. در جدول رتبه‌بندی توزیع مدال‌ها، فنلاند در ردهٔ ۸ مسابقات قرار گرفت.